# A s Maggie jsou tři
A s Maggie jsou tři (v anglickém originále And Maggie Makes Three) je 13. díl 6. řady (celkem 116.) amerického animovaného seriálu Simpsonovi. Scénář napsala Jennifer Crittendenová a díl režíroval Swinton O. Scott III. V USA měl premiéru dne 22. ledna 1995 na stanici Fox Broadcasting Company a v Česku byl poprvé vysílán 18. února 1997 na stanici ČT1.

## Děj
Při prohlížení rodinného alba si Líza všimne, že v něm nejsou žádné Maggiiny dětské fotografie. Homer jí chce vysvětlit proč, a tak vypráví příběh o Maggiině narození. 
V roce 1993 Homer nenáviděl svou práci ve Springfieldské jaderné elektrárně a snil o práci v bowlingové herně. Poté, co obdržel výplatní pásku, která ho zbavila všech dluhů, dal v elektrárně výpověď, čímž ponížil pana Burnse. Homer posléze získal novou práci v bowlingové herně Barneyho strýce Ala. 
Když se Homer a Marge „přitulili“ na oslavu jeho nové práce, ona otěhotněla. Marge přiměla Patty a Selmu, aby jí slíbily, že o těhotenství Homerovi neřeknou, nicméně sestry to sdělily místním drbnám. Druhý den už celý Springfield věděl, že je Marge těhotná. Homer byl k zjevným příznakům slepý, dokonce i když mu Vočko gratuloval k tomu, že Marge otěhotněla, a její přátelé a rodina jí uspořádali oslavu narození dítěte. Když mu Maude nenuceně blahopřála k nové práci, Homer si najednou uvědomil, že Marge je těhotná. Tato zpráva ho rozrušila, protože v bowlingu byl šťastnější než v jakékoli jiné práci. 
Marge naléhala na Homera, aby požádal Ala o zvýšení platu. Al mu vysvětlil, že zisky herny mu nedovolují, aby mu vyšší plat nabídl, pokud Homer nenajde způsob, jak zvýšit obrat na trojnásobek. Homer se pokusil přilákat více zákazníků tím, že před bowlingovou hernou střílel z brokovnice, což vyvolalo jen obrovskou paniku a velký policejní zásah. Protože se mu nepodařilo rozjet obchod, dal Homer výpověď v práci snů a vrátil se do elektrárny. Pan Burns Homera přiměl, aby prosil o vrácení práce, a umístil mu k pracovnímu stolu velkou desku s nápisem „Nezapomeň, že jsi tu navždy“. Homer byl v práci opět nešťastný, ale když se narodila Maggie, okamžitě se do ní zamiloval. 
Zpátky v přítomnosti Bart a Líza stále nechápou, co má tento příběh společného se ztracenými fotkami Maggieina dítěte. Homer říká, že fotky jsou tam, kde je nejvíc potřebuje – na desce, kterou upravil tak, aby obsahovala text: „Udělej to pro ni“.

## Produkce
Epizodu napsala Jennifer Crittendenová a režíroval ji Swinton O. Scott III. Byla to první epizoda, kterou Scott pro seriál režíroval. Crittendenová v tomto dílu také debutovala jako scenáristka Simpsonových. Účastnila se začátečnického programu psaní u 20th Century Fox, když ji bývalý showrunner Simpsonových David Mirkin najal do seriálu. Jedinou zkušeností Crittendenové se psaním předtím byla stáž v Noční show Davida Lettermana. Společnost 20th Century Fox představila Crittendenovou Mirkinovi a ten si přečetl její scénář, který se mu líbil. Když Mirkin poprvé mluvil s Crittendenovou, myslel si, že je to opravdu milá žena, která je velmi vyspělá. Crittendenové bylo v té době pouhých 23 let, ale Mirkinovi se líbila a přijal ji.
Poté, co Homer opustí práci v elektrárně, násilně vyhodí svého bývalého šéfa pana Burnse z vozu, který řídí. Homer pak přejede po dřevěném mostě a hodí na něj sirku; celý most okamžitě zachvátí plameny. Mirkin přišel s tímto vtipem a řekl, že „na animaci je to, že můžete zinscenovat téměř cokoli a dokonale to načasovat, což by v hraném filmu nešlo“. Jako režisér hraných filmů Mirkin řekl, že si užívá množství kontroly, kterou mají v animaci.
V epizodě pan Burns umístí do Homerovy pracovny demotivační tabulku s nápisem „Nezapomeň, že jsi tu navždy“. Homer pak kolem desky umístí fotografie Maggie, aby ji pozměnil na nápis „Udělej to pro ni“. S nápadem na tento konkrétní vtip přišel scenárista Simpsonových George Meyer, jenž rád píše vtipy, které zahrnují přesmyčky nebo jiné formy slovních hříček. Vtip je také poctou skládankám Ala Jaffeeho v časopise Mad.
Dne 4. září 2018, 23 let po původním odvysílání epizody, zveřejnil producent Simpsonových Matt Selman na Twitteru zprávu, že si v epizodě všiml chyby v kontinuitě. Když Marge oznamuje Homerovi, že čeká Maggie, je v pozadí vidět Maggiina fotografie.

## Kulturní odkazy
Gaučový gag je odkazem na pasáž s hlavněmi pistolí Jamese Bonda. Účes doktora Dlahy v retrospektivě je vytvořen podle účesu Arsenia Halla. Rodina se dívá na Knight Boat, parodii na Knight Rider. Homer se točí s bowlingovou koulí v ruce a pak ji vyhodí do vzduchu a zvolá: „Nakonec to přece jen zvládnu.“, což připomíná úvod seriálu The Mary Tyler Moore Show, kde Mary vyhodí do vzduchu svůj klobouk.

## Přijetí

### Kritika
Po odvysílání epizoda získala mnoho pozitivních recenzí od fanoušků i televizních kritiků. Někdejší scenárista Simpsonových a komik Ricky Gervais díl označil za svou druhou nejoblíbenější epizodu a řekl: „Pan Burns dává (Homerovi) nad stůl takovou strašnou desku, na které stojí: ‚Nezapomeň, že jsi tu navždy‘. Je to o tom, že někdy věci nejdou tak, jak jste si naplánovali, což je v kresleném filmu docela úžasné. Homer pak vyvěsí všechny fotky Maggie, které kdy vyfotil, aby strategicky zakryl tuhle příšernou věc, takže na ní teď stojí: ‚Udělej to pro ni.‘. Když si na to vzpomenu, mám z toho knedlík v krku.“. Warren Martyn a Adrian Wood, autoři knihy I Can't Believe It's a Bigger and Better Updated Unofficial Simpsons Guide, řekli: „Je to překvapivě tradiční epizoda. Retrospektiva do roku 1993 působí trochu zvláštně, ale je to dobrý příklad příběhu, který se pro svůj úspěch příliš nespoléhá na kulisy a zmatená očekávání.“. Joshua Klein z deníku Chicago Tribune v recenzi šesté řady uvedl mezi svými nejoblíbenějšími díly A s Maggie jsou tři, Pátý speciální čarodějnický díl, Zvrhlík Homer a Lízina rivalka.
Adam Finley z TV Squad uvedl, že díl „dokáže být neuvěřitelně vtipný a zároveň neuvěřitelně dojemný, což jsou oba znaky skvělé simpsonovské epizody“. Dodal, že „epizoda má v sobě několik skvělých gagů, ale emoce jsou také velmi opravdové. Homer není z myšlenky mít dítě nadšený a díl skvěle ukazuje temnou stránku toho, že je třeba živit další hladový krk.“ Colin Jacobson z DVD Movie Guide v recenzi DVD šesté řady uvedl: „Retrospektivní díly Simpsonových obvykle fungují dobře a (tento) není výjimkou. Vlastně je v tuto chvíli jedním z mých nejoblíbenějších, ale to je částečně způsobeno přeexponovaností některých jiných epizod. V každém případě má tento díl mnoho vtipných momentů – například scénu, která vysvětluje Homerovu ztrátu vlasů.“. Kevin Wong na serveru PopMatters uvedl, že epizoda je „dojemným pohledem na otcovství“.

### Sledovanost
V původním vysílání skončil díl na 47. místě ve sledovanosti v týdnu od 16. do 22. ledna 1995 s ratingem společnosti Nielsen 10,3. Epizoda byla čtvrtým nejsledovanějším pořadem na stanici Fox v tomto týdnu, předstihly ji pouze Melrose Place, Beverly Hills 90210 a Rock 'n' Roll Skating Championship.